# Hermann Duft et Hans Wilhelm Bassenauer
 (août 2024).
Si vous disposez d'ouvrages ou d'articles de référence ou si vous connaissez des sites web de qualité traitant du thème abordé ici, merci de compléter l'article en donnant les références utiles à sa vérifiabilité et en les liant à la section « Notes et références ».
Hermann Duft et Hans Wilhelm Bassenauer étaient un duo de tueurs en série allemands qui assassinèrent six personnes en Grèce, dans une courte période en 1969. Ils ont été arrêtés et condamnés à mort puis exécutés par les autorités grecques.

## Biographie
Duft est né à Harheim près de Francfort et Bassenauer à Darmstadt, en Allemagne, tous les deux en 1938. Ils étaient tous les deux plombiers. Duft était célibataire, alors que Bassenauer était marié, avec trois enfants. Duft a brièvement servi dans la légion étrangère pendant la guerre d'Algérie.

## Crimes
Duft et Bassenauer sont arrivés en Grèce en autobus le 17 février 1969. Durant les semaines suivantes, se faisant passer pour des touristes, ils ont tué six personnes, utilisant un fusil Winchester et un couteau. Le mobile de la plupart de ses crimes était des vols. Le 5 mars, ils tuèrent le veilleur de nuit de la station de gaz près de Thèbes, un soldat qui était présent sur les lieux et ont également blessé grièvement un autre. Le 13 mars, ils assassinèrent un agent de change gréco-américain à Voula, le 7 avril, un chauffeur de taxi et le 9 avril, un agent de station-service près d'Athènes. Finalement, le 12 avril, ils tuèrent, sur la route qui va d'Athènes à Patras, un grec vivant en Allemagne et voyageant dans son pays d'origine. 
Le régime dictateur en Grèce en cette période interdisait aux journaux de publier des articles sur ces meurtres en série, jusqu'à ce que les deux coupables soient arrêtés.

## Arrestation
La police fut alertée, le 16 avril, par un homme qui aurait vu « des petites taches de sang » sur une voiture aux plaques d'immatriculation allemandes, stationnée juste devant sa maison, qui était en fait la voiture de leurs dernières victimes. Duft et Bassenauer furent appréhendés lorsqu'ils voulurent voler la voiture, ils furent interrogés et arrêtés par la police. Ils avouèrent leur crimes et furent accusés de meurtres, vols et autres charges. 

## Procès et condamnation
Ils ont été jugés coupables et condamnés à mort pour chaque crime commis. Leur appel fut rejeté par la Cour suprême d'Aréopage. Ils ont été exécutés par un peloton d'exécution le 15 décembre 1969, Bassenauer à Corfou et Duft à Égine, dans les prisons où ils séjournaient respectivement.
La veuve de Bassenauer affirma « mon mari a eu une condamnation juste », mais s'est opposée à l'exécution qui avait lieu dans la période de Noël. Un article d'un magazine allemand écrit « encore une fois, des allemands sont exécutés en Grèce pour des meurtres ».